# Fly (canção de Hilary Duff)
"Fly" é uma canção gravada pela cantora norte-americana Hilary Duff para seu terceiro álbum homônimo lançado em 2004. A canção foi escrita por Kara DioGuardi e John Shanks, este último que ficou a cargo da produção. A canção foi lançada inicialmente nos Estados Unidos em 10 de agosto de 2004 pela Hollywood Records, como primeiro single do álbum Hilary Duff. Foi lançada posteriormente pela Angel Records em 13 de maio de 2006 no Reino Unido como quarto e último single da primeira compilação de Duff, Most Wanted (2005).

## Composição
A protagonista da música encoraja os ouvintes a "deixar o seu ontem" e "alcançar algo quando não restar nada mais". Duff descreveu-a como "uma canção edificante diante de toda a negatividade que circula nos dias de hoje. É sobre como as pessoas têm medo de se abrir e mostrar quem elas são por dentro, porque têm medo do que os outros vão dizer".

## Recepção crítica
A revista Stylus disse que a música era muito parecida com o single anterior de Duff, "Come Clean" (2004), mas a chamou de "uma ofensiva facilmente desculpável, pois melhora a estrutura... [isso] carrega o álbum." A revista Blender disse que a canção é "urgente e teatral" e "soa como Evanescence—mas as letras inspiradoras são puramente Duff". John Shanks recebeu um prêmio Grammy em 2005 na categoria Producer of the Year, Non-Classical por seu trabalho em "Fly" e gravações de Ashlee Simpson, Kelly Clarkson, Sheryl Crow, Robbie Robertson e Alanis Morissette.

## Desempenho comercial
"Fly" não conseguiu entrar na Billboard Hot 100 nos Estados Unidos, mas chegou ao número 29 na tabela da Billboard Mainstream Top 40. Em 27 de julho de 2014, a canção já havia vendido 284 mil cópias digitais nos Estados Unidos.

## Vídeo musical e apresentações ao vivo
O vídeo musical que acompanha o single, dirigido por Chris Applebaum, combina cenas de bastidores em preto e branco com fotos coloridas de Duff apresentando a música ao vivo. O vídeo foi filmado em Worcester, Massachusetts, durante o ensaio de sua turnê Most Wanted Tour. A filmagem da multidão foi da noite de abertura da turnê em Worcester. O vídeo estreou no Total Request Live da MTV em 26 de agosto de 2004, estreando na contagem regressiva da mostra em 30 de agosto e alcançou o número um na contagem regressiva faltando 1 dia. Ele passou vinte e oito dias na contagem regressiva, até 27 de outubro. Havia cerca de 100 ou mais fãs que estavam presentes que ganharam um concurso para assistir a sua apresentação e estar no vídeo como uma multidão. A produção do vídeo e sua turnê em Worcester estão no DVD Learning to Fly (2004). Ele também é apresentado no DVD do filme Raise Your Voice como um bônus. Duff cantou "Fly" no World Music Awards de 2004.

## Faixas e formatos
| CD single da Austrália/Europa |                             |         |  |
| N.º                           | Título                      | Duração |  |
| 1.                            | "Fly"                       | 3:45    |  |
| 2.                            | "Fly" (remix por Dan Chase) | 3:27    |  |

| CD single do Reino Unido |                                |         |  |
| N.º                      | Título                         | Duração |  |
| 1.                       | "Fly"                          | 3:43    |  |
| 2.                       | "Fly" (ao vivo no AOL Session) | 3:44    |  |

| Maxi single do Reino Unido |                       |         |  |
| N.º                        | Título                | Duração |  |
| 1.                         | "Fly"                 | 3:43    |  |
| 2.                         | "Metamorphosis"       | 3:28    |  |
| 3.                         | "Fly" (remix)         | 3:44    |  |
| 4.                         | "Fly" (vídeo musical) | 3:43    |  |

## Desempenho nas tabelas musicais
| Tabela musical (2004–2006)                       | Melhor posição |
| ------------------------------------------------ | -------------- |
| Austrália (ARIA Charts)                          | 21             |
| Bélgica (Ultratrip de Flandres)                  | 8              |
| Bélgica (Ultratrip da Valônia)                   | 11             |
| Escócia (The Official Charts Company)            | 7              |
| Estados Unidos (Pop Songs)                       | 29             |
| Irlanda (Irish Recorded Music Association)       | 11             |
| Itália (Federazione Industria Musicale Italiana) | 13             |
| Nova Zelândia (Recorded Music NZ)                | 24             |
| Países Baixos (Dutch Top 40)                     | 36             |
| Países Baixos (Single Top 100)                   | 32             |
| Reino Unido (UK Singles Chart)                   | 20             |

## Histórico de lançamento
| Região         | Data                  | Formato(s)                   | Gravadora         |
| -------------- | --------------------- | ---------------------------- | ----------------- |
| Estados Unidos | 10 de agosto de 2004  | Rádios adulto-contemporâneas | Hollywood         |
| Estados Unidos | 10 de agosto de 2004  | Rádios mainstream            | Hollywood         |
| Estados Unidos | 19 de outubro de 2004 | Download digital             | Hollywood         |
| Austrália      | 8 de novembro de 2004 | CD single                    | Festival Mushroom |
| Reino Unido    | 13 de março de 2006   | CD single                    | Angel             |
| Canadá         | 9 de maio de 2006     | Download digital             | EMI               |